# Raymonde Ansanay-Alex
Raymonde Ansanay-Alex (1970) è un'ex sciatrice alpina francese.

## Biografia
Sciatrice polivalente, la Ansanay-Alex ai Mondiali juniores di Madonna di Campiglio 1988 vinse la medaglia di bronzo nello slalom speciale e nella combinata; non prese parte a rassegne olimpiche né ottenne piazzamenti in Coppa del Mondo o ai Campionati mondiali.

## Palmarès

### Mondiali juniores
- 2 medaglie:
  - 2 bronzi (slalom speciale, combinata a Madonna di Campiglio 1988)